# Helicteres biflexa
Helicteres biflexa är en malvaväxtart som beskrevs av Cristóbal. Helicteres biflexa ingår i släktet Helicteres och familjen malvaväxter. Inga underarter finns listade i Catalogue of Life.